# Bulgarische Wiedergeburt
Die Bulgarische Nationale Wiedergeburt (bulgarisch Българско национално възраждане, oder einfach Възраждане) war eine Periode des sozio-ökonomischen Wachstums und der nationalen Einigung des bulgarischen Volkes im 18. und 19. Jahrhundert innerhalb des Osmanischen Reiches. Sie ist eng mit der Einbeziehung der Balkanhalbinsel und des Osmanischen Reiches in das allgemein-europäische Wirtschaftssystem verknüpft. Weiter wurde sie durch mehrere gesellschaftliche, politische und wirtschaftliche Reformen innerhalb des Osmanischen Reiches in dieser Zeit begünstigt.
Die Osmanen hatten während der Aufklärung eine eigenständige Fortentwicklung der Bulgaren unterdrückt. Obwohl die Renaissance ihre Anfänge in der Region hatte (siehe z. B. Kirche von Bojana) und kirchenkritische Bewegungen wie die der Bogomilen und Paulikianer verbreitet waren, konnten sich Bewegungen wie die Reformation oder eine bürgerliche Revolution mit dem Vormarsch der Osmanen nicht entfalten. Ihre Ideen waren jedoch durchaus der Bevölkerung bekannt. Die Bulgarische Wiedergeburt hatte im Gegensatz zu den nationalen Bewegungen der Nachbarvölker mit erheblichen äußeren Schwierigkeiten zu kämpfen. Durch die geographische Nähe zu Konstantinopel (bulg. Zarigrad, zu dt. Stadt der Zaren/Sultane), dem Machtzentrum des Osmanischen Reiches, waren die Bulgaren stärker als andere Balkanvölker dem Islamisierungsdruck ausgesetzt. Hinzu kam die Überpräsenz der griechischen Geistlichen als Repräsentanten des christlich orthodoxen Milieus (siehe Millet-System), welche das Alltagsleben regelten. Diese religiöse Prämisse hinderte lange Zeit auch die Schaffung einer ökonomischen Basis für einen gesellschaftlichen Aufstieg. Ab Mitte des 18. Jahrhunderts begann sich ein bulgarisches Kaufmannstum herauszubilden. Das so entstandene Bürgertum verfügte über gute Beziehungen zu den wichtigen Handels-, und Kulturzentren Russlands und Zentraleuropa, wo es auch mit der Aufklärung und modernen Bildungswesen vertraut wurde. Die Anfänge der Bulgarischen Wiedergeburt liegen in Makedonien.
Für den Verlauf der Aufklärungsbewegung erwies sich jedoch eine andere Sachlage als besonders wichtig: die Dominanz der griechischen Kirche und Sprache im 18. und 19. Jahrhundert innerhalb des Osmanischen Reiches. So ist es nicht verwunderlich, dass von der ersten Generation der bulgarischen Intellektuellen viele an griechischen Schulen ausgebildet wurden: Neofit Rilski in Melnik, Iwan Seliminski in Kydonies, Konstantin Fotinow in Plowdiw, Christaki Pavlovič in Melnik und Serres, Rajno Popovič in Thessaloniki, Chios und Bukarest, Emmanuil Vaskidovič in Melnik, Sophronius von Wraza in Kotel. Die Anfänge der Bulgarischen Wiedergeburt sind also weniger in der direkten Abgrenzung zum Osmanentum, sondern vielmehr in der bewussten Distanzierung vom griechischen Einfluss zu suchen, der in allen Lebensbereichen präsent war. Der später resultierende politische Unabhängigkeitskampf richtete sich jedoch gegen den osmanischen Staat.
Wichtige Impulse kamen aus den Emigrationszentren – von den Städten nördlich der Donau (Brăila, Bukarest), von den bulgarischen Kolonien in den großen Handelszentren (Odessa, Smyrna, Konstantinopel) und den bulgarischen Klöstern (Rila, Zografou und Chilandar).
In der Vergangenheit wurde der Beginn der Periode mit dem Erscheinen (1762) des ersten geschriebenen bulgarischen Geschichtsbuchs von Paisi Hilendarski „Istorija Slawjanobolgarska“ („Slawobulgarische Geschichte“) und die Dauer mit über ein Jahrhundert bis zur Befreiung und Gründung des Fürstentums Bulgarien 1878 als Folge des Russisch-Türkischen Befreiungskrieges datiert. Heute sind jedoch die Chroniken der katholischen Priester Blasius Kleiner (1761) und vor allem das erst 2017 vollständig entdeckte Werk von Petar Bogdan (spätestens 1667) bekannt.

## Definition und Begriff
Die bulgarische Geschichtsschreibung bezeichnet mit dem Begriff Bulgarische Wiedergeburt die Epoche der „Nationalen Befreiung Bulgariens“, also die nationale Wiedergeburt – die Entwicklung eines eigenen bulgarischen Nationalbewusstseins. Die Wiedergeburt wird hier nicht in der sonst üblichen Bedeutung als kulturelle Wiedergeburt – also Renaissance – verstanden, eher als Aufklärung oder (geistige) Erweckung. Der Begriff wurde jedoch bereits von den Zeitzeugen dieser Epoche verwendet und eingeführt. So schrieb Ljuben Karawelow in der Zeitung Swoboda in der Ausgabe vom 30. Januar 1871 im Bezug auf die Gründung des Bulgarischen Exarchats:

„Настана вече за българският народ щастливата минута, която се нарича епоха на възраждането“

„Für das bulgarische Volk ist der glückliche Moment gekommen, der als Epoche der Aufklärung bezeichnet wird“

Am 5. Juli 1876 kam in Brăila die erste Ausgabe der Zeitung Wiedergeburt (Bulg: Възраждане) von Swetoslaw Milarow, Todor Peew und Iwan Drassow heraus. Der Begriff ist aber auch in der literarische Praxis der Autoren dieser Zeit, wie Wassil Aprilow, Marko Balabanow, Petko Slawejkow, Christo Botew, Georgi Rakowski, Iwan Wasow weit verbreitet.

## Merkmale

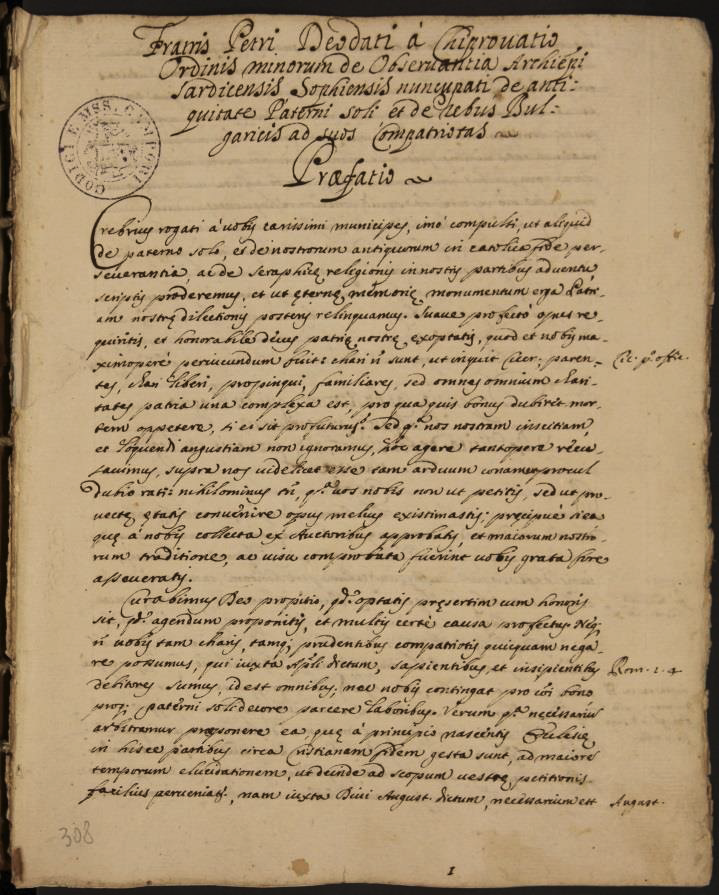
Titelblatt der von Petar Bogdan 1667 verfassten Geschichte Bulgariens mit dem Titel De antiquitate Patrerni soli, et de rebus Bulgaricis

Die Bulgarische Wiedergeburt bezeichnet eine Periode von radikalen Veränderungen in allen Sphären des gesellschaftlich-ökonomischen, politischen und kulturellen Lebens.
In gesellschaftlicher Hinsicht verändert und wächst in der Zeit der Wiedergeburt allmählich die Struktur der schwach entwickelten bürgerlichen Gesellschaft in den bulgarischen Gebieten.
Die Veränderungen auf kultureller und geistiger Ebene haben dabei zwei Tendenzen, einerseits die „Neubulgarische Aufklärungsbewegung“ (новобългарско просветно движение) und andererseits das Streben nach einer unabhängigen Kirche. Ziel war die Befreiung der Bildung und Kultur von hellenistischen Einflüssen, sowie die Schaffung einer neuen, eigenen materiellen und geistigen Kultur. Eine wesentliche Rolle für die nationale Unabhängigkeit spielte dabei der Kampf gegen die griechische Kirchenhoheit.
Die tiefen Veränderungen in der Gesellschaft führten schließlich zur Bildung der bulgarischen Nation. Diese entstand in seinen ethnischen Grenzen auf einem gemeinsamen Territorium auf der Grundlage einer einheitlichen Schrift und Sprache. Es wuchs und erneuerte sich das Bewusstsein einer gemeinsamen kulturellen Tradition.
Das reiche Literaturerbe von Autoren wie Iwan Wasow und Christo Botew inspirierte den Kampf der Bulgaren für die Unabhängigkeit und eine autonome Kirche. Der von den Türken niedergeschlagene Aprilaufstand (1876) und der Russisch-Türkische Krieg (1877–1878), an dem sehr viele bulgarische Freiwillige teilnahmen, der letztendlich zur Befreiung Bulgariens führte, war ein bedeutsamer Wendepunkt im bewaffneten Kampf der Bulgaren gegen die Herrschaft der Osmanen.

## Perioden
Die Bulgarische Wiedergeburt wird in drei Perioden eingeteilt: die frühe Periode, die sich von 1762 bis ins beginnende 19. Jahrhundert erstreckt, die mittlere Periode von den osmanischen Reformen 1820 bis zum Krimkrieg und die späte Periode, die zum Ende der osmanischen Herrschaft 1878 führte.
Nach einer anderen Einteilung durchlief die Wiedergeburt Bulgariens drei Hauptphasen:
1. Eine intellektuelle Wiedergeburt (1830 bis 1840), deren Haupterrungenschaft die Gründung christlicher Schulen war.
2. Den Unabhängigkeitskampf der Bulgarisch-Orthodoxen Kirche (1805 bis 1860), auf deren Höhepunkt die unabhängige Kirche und die Befreiung aus der geistigen Abhängigkeit von den Griechen ausgerufen wurde (Einrichtung des Bulgarischen Exarchats 1870).
3. Das Entstehen einer revolutionären Bewegung, die sich sowohl für die nationale Befreiung, als auch für die Lösung der sozialen Frage einsetzte.

### Die erste Periode
Die erste Periode umfasst das Ende des 18. Jahrhunderts (1762) bis zu den 20er Jahren des 19. Jahrhunderts. Diese Periode ist gekennzeichnet von einem sich beschleunigenden Zerfall des osmanischen Wirtschaftssystems und der osmanischen militärpolitischen Ordnung. Das Osmanische Reich wandelte sich regressiv von einer Weltmacht, die es seit dem 16. Jahrhundert gewesen war, im Verlauf des 19. Jahrhunderts zu einer zweitrangigen europäisch-asiatischen „Mittelmacht“.
Seit 1393, dem Jahr des Unterganges des Zweiten Bulgarischen Reiches mit der Einnahme von Weliko Tarnowo durch die Osmanen, war die autokephale bulgarische Kirche dem griechisch geprägten ökumenischen Patriarchat von Konstantinopel untergestellt. Die bulgarische Diözese war dem Patriarchen von Konstantinopel unterstellt. Das andere bulgarische Kirchenzentrum – Ohrid mit dem Erzbistum Ohrid und Bulgarien – existierte noch einige Jahrhunderte (bis zu seiner Auflösung 1767).
In die Zeit der ersten Periode der Bulgarischen Wiedergeburt fiel der Verlust an ökumenischer Wirksamkeit des Konstantinopeler Patriarchats, der sowohl von der Auflösung der relativ selbständigen Erzbistümer von Peć (1766) und Ochrid (1767) herrührte als auch durch die Gründung des Bulgarischen Exarchats 1870 und durch das darauffolgende Schisma (1872) gefördert wurde.
Noch vor der Befreiung Bulgariens wurde 1874 im Peter und Paul Kloster bei der Stadt Ljaskowez die erste theologische Schule eröffnet. Das Exarchat eröffnete weiter eine Priesterschule in Prilep 1885, die 1886 nach Ohrid verlegt wurde. Eine geistliche Schule entstand in Odrin 1883, wurde 1893 als geistliches Seminar nach Konstantinopel und 1915 nach Plowdiw verlegt. 1895 wurde eine geistliche Schule in Samokow eröffnet, die bald als Geistliches Seminar nach Sofia verlegt wurde.

### Die zweite Periode
Die zweite Periode fällt mit der Zeit der ersten ernsthaften Reformanstrengungen im Osmanischen Reich unter Mahmut II. und Abdülmecid I. während des 19. Jahrhunderts (Sened-i ittifak, Hatt-ı Şerif) zusammen und endete 1856 mit der Krimkrieg und dem Hatt-i humayun-Erlass. Dieser Zeit wurde geprägt durch die Auflösung des Janitscharenkorps (1826), die Abschaffung des Lehnswesens (Tımar, 1833/1834–1844), Abschaffung der Steuerpacht (Iltizam, 1839) und kulminierte mit der Proklamierung der Gleichstellung aller osmanischen Untertanen und die Garantie kirchlicher Privilegien und Immunitäten durch den Hatt-i humayun.
Es begannen zwei nationale Bewegungen:
- für die geistige Bildung des bulgarischen Volkes (новобългарска просвета – „neubulgarische Bildung/Aufklärung“)
- für die kirchliche Unabhängigkeit vom griechisch-orthodoxen Patriarchen, denn die Knechtschaft der Bulgaren war doppelt: politisch unterstanden sie den Türken, religiös unterstanden sie den Griechen.

In die zweite Periode fällt auch die nationale Befreiung Griechenlands vom Osmanischen Reich (Griechische Revolution).
Seit der osmanischen Herrschaft seit ca. 1390 war die Bildung und Literatur unter den Bulgaren ausgerottet worden. Die gebildeten Bulgaren waren ermordet oder nach Kleinasien verschleppt worden, bzw. in die benachbarten slawischstämmigen Länder geflohen. Auch der kulturelle Austausch mit dem europäischen Ausland war nach der jahrhundertelangen osmanischen Herrschaft zum Erliegen gekommen. Lediglich in den bulgarischen Klöstern war es ab 1500 wieder zu einer zaghaften Rückbesinnung auf die kulturellen bulgarischen Wurzeln gekommen. Hier überlebte das bulgarische Nationalbewusstsein die osmanische Herrschaft. Da die Griechisch-orthodoxe Kirche die einzig anerkannte orthodoxe Kirche im osmanischen Millet-System war, wurde sie von den Griechen, nach der Unabhängigkeit Griechenlands 1830, zunehmend als politisches Mittel missbraucht um slawische Christen im Osmanischen Reich zu „hellenisieren“. Daher war der Kampf um das Zurückdrängen des griechischen Einflusses in der bulgarischen Kirche (für eine eigene bulgarischen Kirche) und die Anerkennung eines bulgarischen Millets durch das Osmanische Sultanat der Hauptpfeiler im nationalen Unabhängigkeitskampf.

### Die dritte Periode
Die dritte Periode begann nach dem Krimkrieg 1856. Die Bulgaren nahmen an den Kriegen von Österreich und Russland gegen das Osmanische Reich teil und unterstützen die Aufstände der Serben, Griechen und Rumänen. Nach dem Krimkrieg von 1853 bis 1856 erreichte die bulgarische nationale Befreiungsbewegung ihre Höhepunkte, was mit der Tätigkeit ihrer wichtigsten Organisatoren – Georgi Rakowski, Ljuben Karawelow, Wassil Lewski und Christo Botew – zusammenhing.
Diese dritte Periode war durch das Zusammenwirken der drei „Hauptstoßrichtungen“ der Bulgarischen Wiedergeburt gekennzeichnet:
- Kampf um Aufklärung und Bildung (in bulgarischer Sprache)
- Kampf für eine selbständige Kirche
- Kampf für nationale Unabhängigkeit

Der vollständige Zerfall des Osmanischen Reiches („Kranker Mann am Bosporus“) und die internationalen Konflikte, die durch die Orientalische Frage („Ostfrage“, „Türkenfrage“) ausgelöst wurden, schafften günstige Voraussetzungen für das Anwachsen einer starken nationalen bulgarischen Bewegung. In dieser Periode vollendete sich der Prozess der Herausbildung der bulgarischen Nation und 1870 wurde Bulgarien international anerkannt.
Die Bulgarische Wiedergeburt als Periode des Übergangs zu kapitalistischen gesellschaftlich-ökonomischen Beziehungen (Übergang von der Naturalwirtschaft zur Marktwirtschaft), ähnelt zwar anderen europäischen Ländern, hatte aber ihre Besonderheit wegen der Leitrolle des nationalen Befreiungskampfes.
Die westeuropäischen Länder, die mit ihren inneren Problemen beschäftigt waren und mit der Aufteilung ihrer Kolonialbesitzungen, begannen sich für den Orient nicht als Schlachtfeld, sondern als Sphäre von Wirtschafts- und Handelsinteressen zu interessieren. Während der zweiten Hälfte des 18. Jahrhunderts vertiefte sich die Krise im Osmanischen Reich, die sich bereits Ende des 16. Jahrhunderts abzeichnete.
In dieser Periode verstärken England, Frankreich und die Niederlande ihre Bemühungen und zwangen das Osmanische Reich wirtschaftliche Aktivitäten dieser Länder auf seinem Territorium zuzulassen. So wurde das Osmanische Reich im 18. Jahrhundert immer mehr in den europäischen Handel einbezogen. Eine Reihe westeuropäischer Firmen entfalteten ihre Aktivitäten in den Balkanprovinzen und somit auch in den bulgarischen Gebieten.
Die Niederlagen in einigen Kriegen, die Entwicklung des internationalen und des nationalen Handels und die Entwicklung der Waren-Geld-Beziehungen in der Wirtschaft des Osmanischen Reiches zerstörten endgültig das althergebrachte Lehenssystem (Tımar) als Grundlage der Wirtschaft.
Gegen Mitte des 18. Jahrhunderts hörte das Osmanische Reich auf, eine stabile Militärmacht und ein streng zentralistischer Staat zu sein. Es wurde von wirtschaftlichen, sozialen und politischen Problemen erschüttert.
Im 18. Jahrhundert und Anfang des 19. Jahrhunderts durchlebten die bulgarischen Territorien wichtige wirtschaftliche Veränderungen. Das osmanische Lehenssystem brach zusammen – Timar-System (военно-ленната система; ленно-спахийската система) (Lehen für höhere militärische Staatsbedienstete). Die Lehensleute kamen ihren Verpflichtungen gegenüber dem Sultan nicht mehr nach und bemühten sich, die vom Sultan überlassenen Lehen in ihren Privatbesitz zu bringen. Sie wollten Eigentümer des Bodens werden, da dieser eine sichere Einkommensquelle war. Auf den angeeigneten Ländereien schafften die neuen Eigentümer große landwirtschaftliche Produktionseinheiten (Großgrundbesitz). Parallel dazu erweiterte sich das Recht auf Privatbesitz am Boden.
Durch das Verschwinden des Timar-Systems veränderte sich der Status der Bauern.
Sie befreiten sich allmählich von ihren lokalen Herren und begannen, wenn auch in begrenztem Umfang, sich am Kauf und Verkauf des Bodens zu beteiligen. Auch die Viehzucht, die vorher hauptsächlich für den Eigenbedarf betrieben wurde, erlebte einen starken Aufschwung, und der Viehhandel entwickelte sich schnell als eigenständiger Wirtschaftszweig. Dadurch nahm das Wirtschaftsleben in den bulgarischen Städten einen spürbaren Aufschwung. Das Handwerk begann nun auch für den Export zu produzieren. Es entstanden Industriezentren.
Während der zweiten Hälfte des 18. Jahrhunderts und am Beginn des 19. Jahrhunderts, setzten bedeutsame demografische Migrationsbewegungen ein, die zur Bulgarisierung der Städte führten. Viele alte städtische Zentren erlebten eine Wiederbelebung. Es entstanden Zentren bulgarischer Händler, Handelshäuser und Firmen in Konstantinopel (50.000 Bulgaren), Österreich, Ungarn, Siebenbürgen, der Walachei, Russland, Bessarabien.
Die Transport- und Kommunikationswege wurden stark ausgebaut (Straßen, Eisenbahnlinien, Häfen in Warna, Burgas und an der Donau, Telegrafennetz). Ausländisches Kapital fand verstärkt seinen Weg in die osmanische Wirtschaft und in die bulgarischen Territorien. Der europäische Warenaustausch bezog auch allmählich die bulgarischen Gebiete mit ein. Der Außenhandel förderte den Ausbau eines Außenhandelsnetzwerkes. Bulgarische Erzeugnisse tauchten auf dem großen Markt des Osmanischen Reiches und den Märkten des europäischen Auslands auf.
Gegen Ende des 18. Jahrhunderts verwandelte sich Bulgarien in ein Gebiet mit intensivem Handel, der ca. 20 % des Handels im Osmanischen Reich ausmachte. Damit verbunden war die Profilierung einiger bulgarischer Städte als Zentren des Handels.
Im 19. Jahrhundert festigte sich der Gedanke einer panslawischen Einheit. Die Idee zur Herstellung der bulgarischen Staatlichkeit wurde wiedergeboren.
Mit den Aufständen von Stara Sagora (1875) und im April 1876 begann der organisierte bewaffnete Kampf und die gewaltsame dritte Periode der Bulgarischen Wiedergeburt in der Loslösung Bulgariens vom osmanischen Reich vollzogen wurde. Die Periode endete mit der Gründung des Fürstentums Bulgariens 1878 im Friede von San Stefano, als Folge des Russisch-Türkischen Krieges.
Bulgarien erhielt zwar 1878 nach Ende des Russisch-Türkischen Krieges zunächst seine Unabhängigkeit im Frieden von San Stefano. Das Territorium und Unabhängigkeit wurden aber kurz darauf durch die Großmächte im Berliner Kongress stark beschnitten. An Stelle eines unabhängigen Bulgarien wurde ein autonomes, tributpflichtiges Fürstentum gegründet, was früheren Geheimvereinbarungen der Deutschen, der Österreicher, der Franzosen und der Briten entsprach, nach denen ein größerer slawischer Staat auf dem Balkan verhindert werden sollte. Der nördliche und der östliche Teil wurde in zwei Fürstentümer Bulgarien und Ostrumelien unterteilt. Die Region Mazedoniens, die an das Ägäische Meer reichte, wurde Bulgarien entzogen und wieder unter die osmanische Verwaltung gestellt.
Ostrumelien und Region Makedonien blieben zunächst osmanische Provinzen. Während Makedonien als eigene Provinz weiterhin existierte und wieder unter die osmanische Verwaltung gestellt wurde, verfügte die neugegründete Provinz Ostrumelien über einen autonomen Status, sowie über eigenes Parlament, eigene Gerichte und eigene Miliz. Der Gouverneur von Ostrumelien wurde weiter von der Hohen Pforte eingesetzt, sollte jedoch ein Christ sein.
Nachdem die Erste Verfassung Bulgariens in der mittelalterlichen bulgarischen Hauptstadt Tarnowo ausgearbeitet wurde, wählte man Alexander I. von Battenberg wegen seiner nahen Verwandtschaft mit dem Zaren Alexander II. zum Fürsten.
1886 musste Alexander I. wegen seiner eigenmächtigen Entscheidung über die Wiedervereinigung mit Ostrumelien auf Drängen Russlands abtreten. Auch wenn Bulgarien formell noch zum Osmanischen Reich gehörte, setzte Österreich als die neue Vormacht auf dem Balkan Ferdinand von Sachsen-Coburg-Gotha (Ferdinand I.) als seinen Nachfolger durch. Unter ihm wurde 1908 die formelle Unabhängigkeit Bulgariens durchgesetzt, und er ließ sich zum Zaren krönen.

## Kultur in der bulgarischen Wiedergeburtsperiode

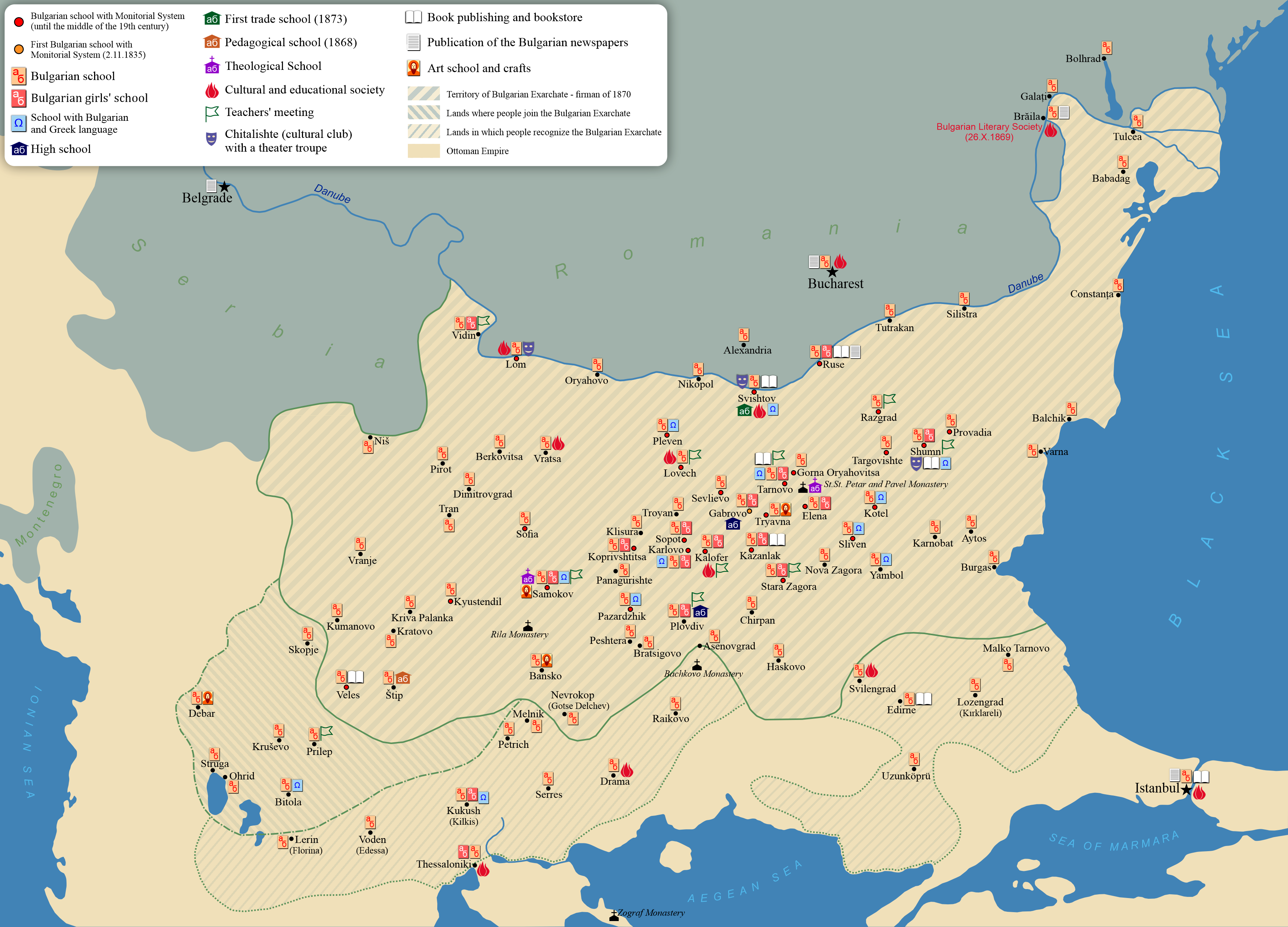
Kulturelle und geistige Einrichtungen

Die Bulgarische Wiedergeburt war ein relativ kurzer Zeitabschnitt der bulgarischen Geschichte, aber eine außerordentlich dynamische Periode der historischen Entwicklung Bulgariens.
Die Veränderungen im kulturellen und geistigen Leben wurden angetrieben durch die Gründung der Neubulgarischen Aufklärungsbewegung (bulg. новобългарското просветно движение) und das Streben nach einer eigenen bulgarischen Kirche. Ziel war die Loslösung der Bildung und Kultur von hellenistischen Einflüssen sowie die Begründung einer eigenen materiellen und geistigen Kultur. Eine wesentliche Seite dieser Entwicklung zur nationalen Unabhängigkeit war der Kampf gegen die griechische Kirchenmacht und die Errichtung der bulgarischen Klosterschulen.
Während der Wiedergeburtszeit wurden 107 bulgarische Zeitungen und andere Periodika in insgesamt 15 Städten gedruckt. Davon lagen 4 im Osmanischen Reich (Zarigrad/Konstantinopel, Smyrna, Odrin und Thessaloniki), 5 in Rumänien, 2 in Serbien und je einer in Deutschland, Russland, im heutigen Österreich und Tschechien. Von den Zeitungen wurden 38 innerhalb des Osmanischen Reiches veröffentlicht und 69 außerhalb, meist in Städten mit bedeutenden bulgarischen Exilgemeinden. Unter den nicht osmanischen Zeitungen sind die Българска дневница (Novi Sad), Дума на българските емигранти (Brăila) und Секидневний новинар (Bukarest) zu nennen.
Die meisten Zeitungen werden jedoch in Zarigrad herausgegeben – Makedonija und Gajda von Petko Slawejkow, Prawo und Wek von Marko Balabanow, die unierte Zeitung Bulgarien von Dragan Zankow, die pro-türkische Türkei, die pro-britische Iztotschno wreme usw. Die Zeitungen mit den meisten Abonnenten waren Makedonija (ca. 3600), Swoboda (ca. 1000), Donauschwan (ca. 700), Prawo (ca. 430), Türkei (ca. 400).

### Kunst, Architektur, Literatur
Nach der osmanischen Eroberung wurde die bulgarische Kunst fast ausschließlich in den abgelegenen Klöstern gepflegt. Vom 15. bis 18. Jahrhundert war die Kunst der Athos-Klöster bestimmend.
Mit Beginn der Wiedergeburtsperiode am Ende der osmanischen Herrschaft entstanden im gesamten Land neue Kunstschulen. In dieser Zeit entwickelte sich die Holzschnitzerei als spezifische bulgarische Kunst. Die bekanntesten Kunstschulen waren die Kunstschule von Debar, die Kunstschule von Tschiprowzi und die Kunstschule von Samokow. Die erste war für ihre Holzschnitzereien und Ikonostasen bekannt. Aus der dritten gingen viele der Maler hervor, die die Bemalung von vielen Klöstern und Kirchen ausführten, darunter das in der Liste des Weltkulturerbes der UNESCO aufgenommene Kloster Rila.
In der Architektur bildete sich der charakteristische Wiedergeburts-Architekturstil (bulg. възрожденска архитектура), der in den von Bulgaren bewohnten Gebieten und den Nachbargebieten verbreitet war und noch heute in Städten wie Trjawna, Kopriwschtiza und Weliko Tarnowo zu sehen ist. In seine Entwicklung und Einfluss können folgende Strömungen festgehalten werden: bulgarische Neobyzantinische Architektur, bulgarischer Barock, bulgarische Neogotik, bulgarischer Neorenaissance und bulgarischer Neoklassizismus. Der bekannteste Baumeister dieser Zeit war Kolju Fitscheto.
Wichtig für die neuere Zeit war der Künstler Jules Pascin, der 1885 in Widin geboren wurde. Da er lange Zeit in Frankreich verbrachte, wo er auch 1930 starb, wird er als bulgarisch-französischer Maler und Grafiker bezeichnet.
Im Laufe des 18. und 19. Jahrhunderts bildeten zwei literarische Genres heraus, in denen das authentische Dasein des Volkes bzw. eines seiner Angehörigen im Mittelpunkt stand: die Historiographie und die Autobiographie. Beide Genres bestimmten die weitere literarische Entwicklung so nachhaltig, dass sie bis heute zu den Hauptsäulen der bulgarischen Literatur zählen. Die Chroniken der katholischen Priester Petar Bogdan (1667) und Blasius Kleiner (1761) sowie die Slawobulgarische Geschichte (1762) des Athosmönches Paisij von Chilandar (1722-1773) stellen den Auftakt zur nationalen Wiedergeburt dar. Etwa vier Jahrzehnte später (1803) entstand das auto¬biographische Pendant zu Paisijs Geschichtswerk, das Leben und Leiden des sündigen Sofroni, des Bischofs von Vratza (1739-1813).
Als dritte Hauptsäule der bulgarischen Literatur dieser Zeit stellt die eigentliche Aufklärungsliteratur dar, die in Bulgarien dem Aufbau eines Schulwesens und der Volkserziehung diente: Das „ABC-Buch mit verschiedenen Lernstoffen“, eine realenzyklopädische Fibel (1824) von Petar Beron (1791–1871), die nicht nur die bulgarische Volksbildung auf eine moderne Grundlage stellte, sondern auch erstmals in Bulgarien weltlichen, zumeist übersetzten Leseinhalt bot. Zur bulgarischen Aufklärungsliteratur gehören ferner eine in barocke Sprachform gekleidete Klage der armen Mutter Bulgarien (1845) von Neofit Bosweli (1785–1845) sowie die Darstellung der gesamten ersten Periode der bulgarischen Aufklärung von Wassil Aprilow (1789–1847): Morgenstern der neubulgarischen Bildung (1841). Das reiche Literaturerbe von Autoren wie Iwan Wasow und Christo Botew inspirierte dazu den Kampf der Bulgaren für die Unabhängigkeit und eine autonome Kirche.

## Feiertage der nationalen Wiedergeburt
- 1. November wird in Bulgarien als „Tag der nationalen Erweckung“ (bulg. Ден на народните будители) begangen[10][11];
- 3. März wird als Nationalfeiertag und als „Tag der Befreiung Bulgariens vom osmanischen Joch“ (bulg. Ден на Освобождението на България от османско иго) gefeiert.[11]
- 24. Mai wird als „Tag der bulgarischen Aufklärung und Kultur und der slawischen Literatur“ (bulg. Ден на българската просвета и култура и на славянската писменост) und als Tag der Slawenapostel Kyrill und Method gefeiert. Der Feiertag findet sein Ursprünge während der Bulgarischen Wiedergeburt, als am 11. Mai 1851 (nach dem julianischen Kalender) in der plowdiwer Klassenschule Kyrill und Method zum ersten Mal das Fest der Slawenapostel und Patrone Europas Kyrill und Method gefeiert wurde, ein Fest, das bis heute die Nationalfeier der altkyrillischen Schrift und der bulgarischen Kultur darstellt.

## Persönlichkeiten der Wiedergeburtszeit (Auswahl)
(„Wiedergeburtler“ – bulg. Възрожденец, auch „Erwecker“ – bulg. Будители – geistige Führer und Lehrer)
Aufklärer
- Petar Bogdan (Петър Богдан)
- Wasil Aprilow (Васил Априлов)
- Petar Beron (Петър Берон)
- Neofit Bozweli (Неофит Бозвели)
- Marin Drinow (Марин Дринов)
- Alexander Exarch (Александър Екзарх)
- Konstantin Fotinow (Константин Фотинов)
- Najden Gerow (Найден Геров)
- Joakim Gruew (Йоаким Груев)
- Paisi Hilendarski (Паисий Хилендарски)
- Wassil Kantschow (Васил Кънчов)
- Batscho Kiro (Бачо Киро)
- Gawril Krastewitsch (Гаврил Кръстевич)
- Ilarion Makariopolski (Иларион Макариополски)
- Nikola Michajlowski (Никола Михайловски)
- Jordan Chadschikonstantinow-Dschinot (Йордан Хаджиконстантинов–Джинот)
- Dimitar und Konstantin Miladinow (Димитър и Константин Миладинов)
- Dimitar Miladinow (Димитър Миладинов)
- Grigor Parlitschew (Григор Пърличев)
- Nedelja Petkowa (Неделя Петкова)
- Neofit Rilski (Неофит Рилски)
- Christo Stambolski (Христо Стамболски)
- Andrej Petkowitsch (Андрей Петкович)
- Emanuil Waskidowitsch (Емануил Васкидович)
- Sophronius von Wraza (Софроний Врачански)
- Krastjo Pischurka (Кръстьо Стоянов Пишурка)

Revolutionäre
- Panajot Chitow
- Georgi Benkowski
- Christo Botew
- Ljuben Karawelow
- Wassil Lewski
- Sachari Stojanow
- Georgi Rakowski
- Panajot Wolow